# ناروگانسیت (رود آیلند)
ناروگانسیت (به انگلیسی: Narragansett Pier) شهری در ایالت رود آیلند کشور ایالات متحده آمریکا است که جمعیت آن در سرشماری سال ۲۰۱۰ میلادی، ۳٬۴۰۹ نفر بوده‌است.